# Salomon Group
Salomon – francuski producent obuwia, odzieży sportowej oraz sprzętu narciarskiego. Marka została założona w 1947 roku przez Georges'a Salomona. Od 2005 roku firma należy do fińskiej grupy Amer Sports.